# Rußeule
Die Rußeule (Tyto tenebricosa), oder Rußschleiereule, auch als Schwarze Schleiereule bezeichnet, ist eine Schleiereulenart, die auf Neuguinea und im Südosten Australiens vorkommt. Sie ist eine ausgesprochen heimlich lebende Art, die ihre Anwesenheit meist nur durch ihre charakteristischen Rufe verrät.

## Merkmale
Die Rußeule erreicht eine Körpergröße von 37 bis 43 cm, hat eine Flügellänge von etwa 24 bis 35 cm und ein Gewicht von 500 bis 1160 g. Die Weibchen sind in den meisten Fällen etwas größer als die Männchen und bis zu 350 g schwerer. Für eine Schleiereule hat sie im Verhältnis zur Körpergröße ungewöhnlich große Augen. Neben der unterschiedlichen Größe gibt es keinen Geschlechtsdimorphismus, d. h. Männchen und Weibchen sind gleich gefärbt. Der Gesichtsschleier ist anders als bei vielen Schleiereulenarten nicht herzförmig, sondern oval.
Der Hals, die Brust, der Rücken, die Oberseiten von Kopf, Flügeln und Schwanz sind bräunlich bis schwärzlich und mit kleinen weißen Punkten gesprenkelt. Der Bauch wird durch eine unregelmäßige, feine Bänderung gemustert. Die Gesichtsmaske ist grauweiß, rund um Augen und Schnabel eher dunkel und zum Rand hin heller. Die Iris ist schwarzbraun, der Schnabel weißlich bis beige. Die kräftigen Krallen sind schwarz bis dunkelbraun. Wie alle Schleiereulen besitzt die Rußeule keine Federohren.

## Stimme
Der am meisten gehörte Ruf der Rußeule ist ein langgezogenes Pfeifen, dessen Tonhöhe abfällt. Er wird auch mit dem Geräusch einer fallenden Bombe umschrieben.

## Verwechselungsmöglichkeiten
In Australien überlappt sich das Verbreitungsgebiet mit der Neuhollandeule und dem Riesenkauz. Beide Eulenarten sind deutlich größer als die Rußeule. Die Rußeule kommt außerdem in deutlich stärker geschlossenen Waldregionen als jede dieser beiden Arten vor. Im nördlichen australischen Verbreitungsgebiet überlappt sich das Verbreitungsgebiet auch mit dem Rostkauz. Dieser ist ebenfalls deutlich größer als die Rußeule.

## Verbreitung und Unterarten

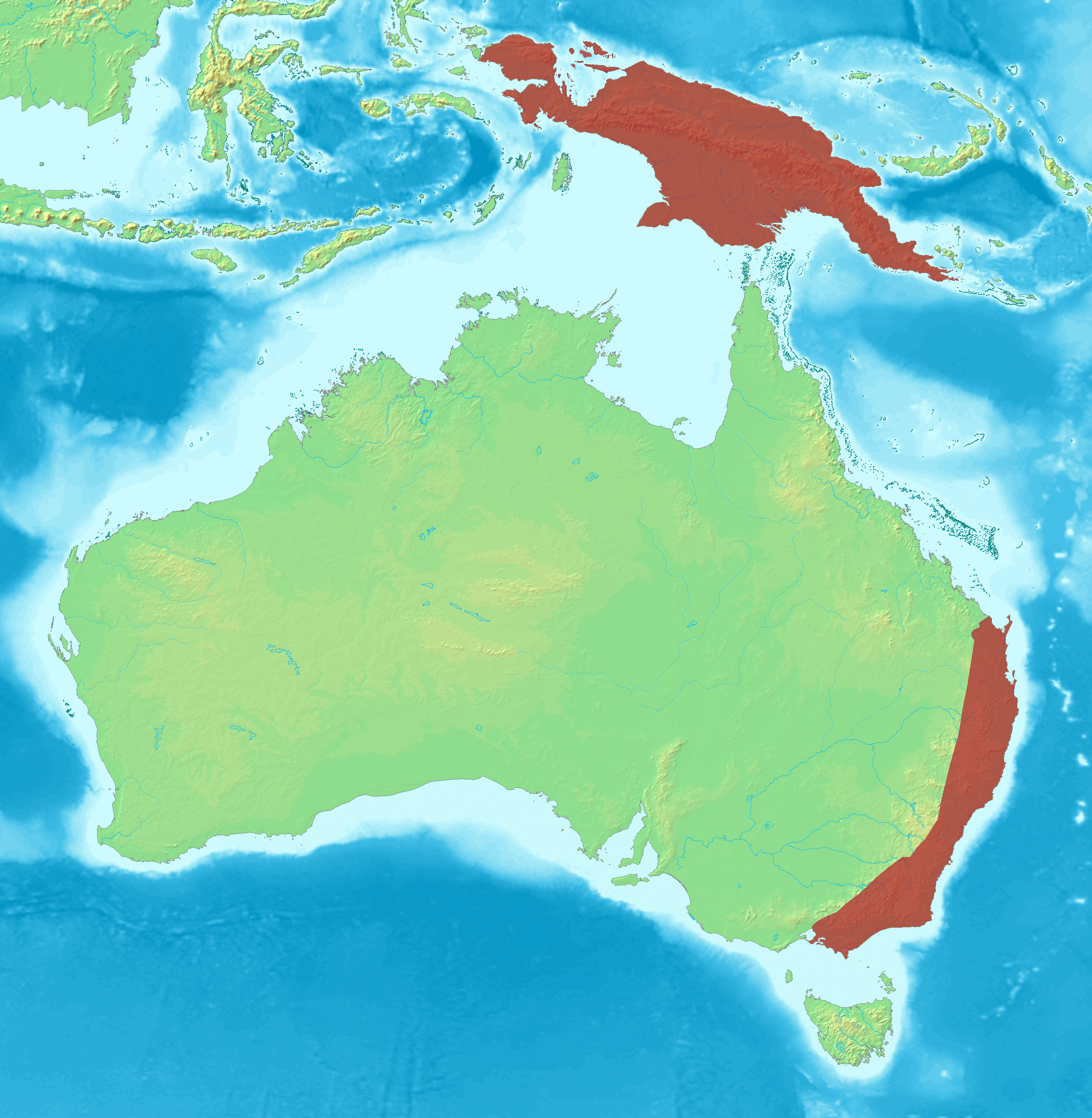
Verbreitungsgebiete

Die Rußeule wird in zwei Unterarten unterteilt, T. tenebricosa arfaki auf Neuguinea (inklusive Yapen) und die Nominatform T. tenebricosa tenebricosa, die im südöstlichen Queensland, im östlichen New South Wales und in Victoria vorkommt. Die Rußeulen aus Neuguinea sind kleiner (500 und 750 g) und mehr braun gefärbt. Im nordöstlichen Queensland zwischen den Verbreitungsgebieten der beiden Unterarten liegt das Gebiet der Flecken-Rußeule (Tyto multipunctata), die früher ebenfalls als Unterart der Rußeule angesehen wurde.

## Lebensweise
Die Rußeule kommt in Regenwäldern, in hohen Eukalyptuswäldern und an Waldrändern von niederen Lagen bis in Höhen von über 3500 m vor. Ihre Ruheplätze findet sie in dichter Vegetation nahe dem Erdboden und in Mulden. In menschlichen Siedlungen nutzt sie auch Schornsteine als Ruheplatz.  Sie ist sesshaft und verteidigt ihr Revier. Verpaarte Rußeulen suchen gewöhnlich getrennte Ruheplätze auf, halten aber miteinander durch Rufe Kontakt. Die Reviergröße beträgt im australischen Verbreitungsgebiet zwischen 200 und 800 Hektar.
Die Rußeule ernährt sich vor allem von verschiedenen baumbewohnenden Kleinsäugern, darunter kleine Beuteltiere und Fledermäuse, außerdem werden kleine Vögel und Reptilien erbeutet. Historisch und prähistorisch (vor Eindringen der Siedler aus Europa) ernährte sie sich mehr von terrestrischen Kleinsäugern. Mit ihrer Jagd beginnt sie gewöhnlich noch vor Anbruch der Dämmerung. Sie durchkämmt dabei den Bereich der Baumkronen sowie Waldränder und Lichtungen.

## Fortpflanzung
Rußeulen sind an keine spezifische Fortpflanzungszeit gebunden. Sie schreiten dann zur Brut, wenn eine ausreichende Nahrungsbasis vorhanden ist. In Australien ist aber eine Brutzeit zwischen Februar und April typisch. Es wird nur eine Brut pro Jahr großgezogen.
Rußeulen brüten meist in großen Baumhöhlen. Sie nutzen geeignete Brutplätze gewöhnlich über mehrere Jahre. Das Gelege besteht üblicherweise aus zwei Eiern. Es brütet allein das Weibchen und hudert auch später alleine die Nestlinge. Der Bettelruf der Nestlinge sind lange, raue Rufe. Das Männchen bringt zwar während der Nestlingszeit Futter ans Nest. Es übergibt dieses jedoch dem Weibchen und allein der weibliche Elternvogel füttert die Nestlinge. Die Nestlinge sind drei Monate nach der Eiablage flügge. Sie verbleiben im Revier der Elternvögel etwa vier bis fünf Monate und müssen sich dann ein eigenes Revier suchen. Sie sind in einem Lebensalter von einem Jahr fortpflanzungsfähig.

## Gefährdung
Auf Neuguinea ist die Rußeule weit verbreitet und der Bestand ungefährdet, die südostaustralische Unterart ist jedoch selten.